# Světový pohár v běhu na lyžích 2009/2010
Světový pohár v běhu na lyžích 2009/10 byl seriál závodů v běhu na lyžích během zimní sezóny. Organizovala jej Mezinárodní lyžařská federace (FIS). První závod se stejně jako v předchozí sezóně uskutečnil v listopadu, tentokrát v norském Beitostølenu. Součástí světového poháru byla Tour de Ski 2010. Celkové vítězství z loňského ročníku obhajovali Dario Cologna a Justyna Kowalczyková. Mezi muži se do čela průběžného pořadí dostal po prvním závodu Hafsås, po druhém Hafsås s Hattestadem, po třetím a čtvrtém Northug, po pátém Heikkinen a po šestém znovu Northug. Mezi ženami vedla po prvním závodě Bjørgenová, po druhém Justyna Kowalczyková, po třetím a čtvrtém Aino-Kaisa Saarinenová, po pátém Chazova, po šestém Petra Majdičová a po sedmém znovu Bjørgen.

## Výsledky závodů

### Muži

#### Individuální závody
| Závod | Místo konání | Disciplína             | Datum                | 1. místo            | 2. místo              | 3. místo          |
| ----- | ------------ | ---------------------- | -------------------- | ------------------- | --------------------- | ----------------- |
| 1     | Beitostølen  | 15 km V                | 21. listopad         | Ronny Hafsås        | Vincent Vittoz        | Matti Heikkinen   |
| 2     | Kuusamo      | 1,4 km sprint K        | 28. listopad         | Ola Vigen Hattestad | Øystein Pettersen     | Nikita Krjukov    |
| 3     | Kuusamo      | 15 km K                | 29. listopad         | Petter Northug      | Maxim Vylegžanin      | Alexandr Legkov   |
| 4     | Düsseldorf   | Sprint V               | 5. prosinec          | Alexej Pětuchov     | Anders Gløersen       | Eirik Brandsdal   |
| 5     | Davos        | 15 km V                | 12. prosinec         | Matti Heikkinen     | Marcus Hellner        | Maurice Manificat |
| 6     | Davos        | Sprint V               | 13. prosinec         | John Kristian Dahl  | Petter Northug        | Alexej Pětuchov   |
| 7     | Rogla        | sprint K               | 19. prosinec         | Petter Northug      | Tobias Angerer        | Jesper Modin      |
| 8     | Rogla        | 30 km K hromadný start | 20. prosinec         | Petter Northug      | Alexandr Legkov       | Maxim Vylegžanin  |
| 9-16  | Tour de Ski  | Série osmi závodů      | 1. leden - 10. leden | Lukáš Bauer         | Petter Northug        | Dario Cologna     |
| 17    | Otepää       | 15 km K                | 16. leden            | Lukáš Bauer         | Andrus Veerpalu       | Jaak Mae          |
| 18    | Otepää       | Sprint K               | 17. leden            | Emil Jönsson        | Ola Vigen Hattestad   | Nikita Krjukov    |
| 19    | Rybinsk      | Sprint V               | 22. leden            | Nikolaj Morilov     | Alexej Pětuchov       | Nikita Krjukov    |
| 20    | Rybinsk      | Kombinace 30 km        | 23. leden            | Arťom Žmurko        | Ilja Černousov        | Sergej Širjajev   |
| 21    | Canmore      | 15 km V                | 5. únor              | Giorgio Di Centa    | Pietro Piller Cottrer | Dario Cologna     |
| 22    | Canmore      | Sprint K               | 6. únor              | Emil Jönsson        | John Kristian Dahl    | Dario Cologna     |
| 23    | Lahti        | Kombinace 30 km        | 6. březen            | Maurice Manificat   | Lukáš Bauer           | Ilja Černousov    |
| 24    | Drammen      | Sprint K               | 11. březen           | Emil Jönsson        | Petter Northug        | Andrew Newell     |
| 25    | Oslo         | 50 km V                | 13. březen           | Petter Northug      | Pietro Piller Cottrer | Vincent Vittoz    |
| 26    | Oslo         | Sprint V               | 14. březen           | Anders Gløersen     | Alexej Pětuchov       | Marcus Hellner    |
| 27    | Stockholm    | Sprint K               | 17. březen           | Nikita Krjukov      | Petter Northug        | Emil Jönsson      |
| 28    | Falun        | 3,3 km K               | 19. březen           | Dario Cologna       | Mats Larsson          | Maxim Vylegžanin  |
| 29    | Falun        | Kombinace 10 + 10 km   | 20. březen           | Petter Northug      | Tobias Angerer        | Lukáš Bauer       |
| 30    | Falun        | 15 km V                | 21. březen           | [[]]                | [[]]                  | [[]]              |

#### Bodovaná umístění českých reprezentantů
| Závodník/závod | 3  | 4   | 6   | 8   |  |  |  |  |
| Koukal         | –  | 8.  | 15. | –   |  |  |  |  |
| Bauer          | 9. | –   | –   | –   |  |  |  |  |
| Kožíšek        | –  | 26. | –   | –   |  |  |  |  |
| Magál          | –  | –   | –   | 30. |  |  |  |  |

#### Skupinové závody
| Závod | Místo konání | Disciplína        | Datum        | 1. místo                                                                     | 2. místo                                                                          | 3. místo                                                              |
| ----- | ------------ | ----------------- | ------------ | ---------------------------------------------------------------------------- | --------------------------------------------------------------------------------- | --------------------------------------------------------------------- |
| 1     | Beitostølen  | Štafeta 4 × 10 km | 22. listopad | Norsko I Eldar Rønning Martin Johnsrud Sundby Ronny Hafsås Petter Northug    | Rusko I Maxim Vylegžanin Nikolaj Pankratov Alexandr Legkov Ilja Černousov         | Německo Jens Filbrich Axel Teichmann René Sommerfeldt Tobias Angerer  |
| 2     | Düsseldorf   | Sprint dvojic     | 6. prosinec  | Rusko I Nikolaj Morilov Alexej Pětuchov                                      | Norsko I Eirik Brandsdal Anders Gløersen                                          | Švédsko II Robin Bryntesson Björn Lind                                |
| 3     | Rybinsk      | Sprint dvojic     | 24. leden    | Rusko I Nikolaj Morilov Alexej Pětuchov                                      | Itálie II Fabio Pasini Loris Frasnelli                                            | Německo Tim Tscharnke Josef Wenzl                                     |
| 4     | Lahti        | Štafeta 4 × 10 km | 7. březen    | Norsko II Simen Østensen Roger Aa Djupvik Sjur Røthe Kristian Tettli Rennemo | Norsko I Eldar Rønning Martin Johnsrud Sundby Petter Eliassen Tord Asle Gjerdalen | Německo Hannes Dotzler Tobias Angerer Philipp Marschall Tim Tscharnke |

### Ženy

#### Individuální závody
| Závod | Místo konání | Disciplína             | Datum                | 1. místo               | 2. místo                      | 3. místo                   |
| ----- | ------------ | ---------------------- | -------------------- | ---------------------- | ----------------------------- | -------------------------- |
| 1     | Beitostølen  | 10 km V                | 21. listopad         | Marit Bjørgenová       | Charlotte Kallaová            | Anna Haagová               |
| 2     | Kuusamo      | 1,2 km sprint K        | 28. listopad         | Justyna Kowalczyková   | Petra Majdičová               | Alena Procházková          |
| 3     | Kuusamo      | 10 km K                | 29. listopad         | Aino-Kaisa Saarinenová | Irina Chazova                 | Vibeke Skofterudová        |
| 4     | Düsseldorf   | Sprint V               | 5. prosinec          | Hanna Falk             | Natalja Korostěleva           | Vesna Fabjanová            |
| 5     | Davos        | 10 km V                | 12. prosinec         | Irina Chazova          | Charlotte Kallaová            | Kristina Šmigunová-Vähiová |
| 6     | Davos        | Sprint V               | 13. prosinec         | Petra Majdičová        | Marit Bjørgenová              | Aino-Kaisa Saarinenová     |
| 7     | Rogla        | sprint K               | 19. prosinec         | Marit Bjørgenová       | Justyna Kowalczyková          | Petra Majdičová            |
| 8     | Rogla        | 15 km K hromadný start | 20. prosinec         | Justyna Kowalczyková   | Marit Bjørgenová              | Anna Haagová               |
| 9-16  | Tour de Ski  | Série osmi závodů      | 1. leden - 10. leden | Justyna Kowalczyková   | Petra Majdičová               | Arianna Follisová          |
| 17    | Otepää       | 10 km K                | 16. leden            | Justyna Kowalczyková   | Marit Bjørgenová              | Aino-Kaisa Saarinenová     |
| 18    | Otepää       | Sprint K               | 17. leden            | Hanna Falk             | Petra Majdičová               | Aino-Kaisa Saarinenová     |
| 19    | Rybinsk      | Sprint V               | 22. leden            | Vesna Fabjanová        | Magda Genuin                  | Justyna Kowalczyková       |
| 20    | Rybinsk      | Kombinace 15 km        | 23. leden            | Justyna Kowalczyková   | Evi Sachenbacherová-Stehleová | Olga Šuchkina              |
| 21    | Canmore      | 10 km V                | 5. únor              | Charlotte Kallaová     | Justyna Kowalczyková          | Irina Chazova              |
| 22    | Canmore      | Sprint K               | 6. únor              | Justyna Kowalczyková   | Ida Ingemarsdotter            | Sara Renner                |
| 23    | Lahti        | Kombinace 15 km        | 6. březen            | Marit Bjørgenová       | Justyna Kowalczyková          | Therese Johaugová          |
| 24    | Drammen      | Sprint K               | 11. březen           | Marit Bjørgenová       | Aino-Kaisa Saarinenová        | Pirjo Muranen              |
| 25    | Oslo         | 30 km V                | 13. březen           | Marit Bjørgenová       | Kristin Størmer Steiraová     | Therese Johaugová          |
| 26    | Oslo         | Sprint V               | 14. březen           | Marit Bjørgenová       | Kikkan Randallová             | Natalja Korosteljova       |
| 27    | Stockholm    | Sprint K               | 17. březen           | Anna Olsson            | Justyna Kowalczyková          | Marit Bjørgenová           |
| 28    | Falun        | 2,5 km K               | 19. březen           | Justyna Kowalczyková   | Marit Bjørgenová              | Charlotte Kallaová         |
| 29    | Falun        | Kombinace 5 + 5 km     | 20. březen           | Marit Bjørgenová       | Kristin Størmer Steiraová     | Therese Johaugová          |
| 30    | Falun        | 10 km V                | 21. březen           | [[]]                   | [[]]                          | [[]]                       |

#### Bodovaná umístění českých reprezentantek
| Závodník/závod  | 3   | 13  | 14  | 15  | 16  | TDS | 25  |
| Kamila Rajdlová | 23. | —   | 26. | 11. | 22. | 21. | 26  |
| Eva Nývltová    | —   | 29. | —   | 8.  | 26. | 23. | —   |
| Ivana Janečková | —   | —   | —   | 12. | 16. | 25. | 16. |

#### Skupinové závody
| Závod | Místo konání | Disciplína       | Datum        | 1. místo                                                                                   | 2. místo                                                                                  | 3. místo                                                                          |
| ----- | ------------ | ---------------- | ------------ | ------------------------------------------------------------------------------------------ | ----------------------------------------------------------------------------------------- | --------------------------------------------------------------------------------- |
| 1     | Beitostølen  | Štafeta 4 × 5 km | 22. listopad | Švédsko Anna Olsson Sara Lindborg Anna Haagová Charlotte Kallaová                          | Norsko I Vibeke Skofterudová Therese Johaugová Kristin Størmer Steiraová Marit Bjørgenová | Finsko Pirjo Muranen Virpi Kuitunenová Ritta-Liisa Roponen Aino-Kaisa Saarinenová |
| 2     | Düsseldorf   | Sprint dvojic    | 6. prosinec  | Itálie I Magda Genuin Arianna Follisová                                                    | Švédsko I Ida Ingemarsdotter Hanna Falk                                                   | Norsko I Celine Brun-Lie Maiken Caspersenová Fallaová                             |
| 3     | Rybinsk      | Sprint dvojic    | 24. leden    | Německo I Stefanie Böhlerová Evi Sachenbacherová-Stehleová                                 | Slovinsko I Katja Visnar Vesna Fabjanová                                                  | Rusko I Irina Chazova Olga Ročeva                                                 |
| 4     | Lahti        | Štafeta 4 × 5 km | 7. březen    | Norsko I Marthe Kristoffersen Therese Johaugová Kristin Størmer Steiraová Marit Bjørgenová | Německo Nicole Fessel Katrin Zellerová Miriam Gössnerová Evi Sachenbacherová-Stehleová    | Itálie Marianna Longa Antonella Confortola Wyatt Sabina Valbusa Arianna Follisová |